# Världsmästerskapen i taekwondo 2023
Världsmästerskapen i taekwondo 2023 arrangerades mellan den 29 maj och 4 juni 2023 i Baku i Azerbajdzjan. Det var den 26:e upplagan av världsmästerskapen i taekwondo.

## Medaljörer

### Men
| Gren   | Guld                                  | Silver                                            | Brons                                            |
| 54 kg  | Park Tae-joon · Sydkorea              | Hugo Arillo · Spanien                             | Omonjon Otajonov · Uzbekistan                    |
| 54 kg  | Park Tae-joon · Sydkorea              | Hugo Arillo · Spanien                             | Görkem Polat · Turkiet                           |
| 58 kg  | Bae Jun-seo · Sydkorea                | Georgij Gurtsijev Individuella neutrala idrottare | Mahmoud Al-Taryreh · Jordanien                   |
| 58 kg  | Bae Jun-seo · Sydkorea                | Georgij Gurtsijev Individuella neutrala idrottare | Adrián Vicente · Spanien                         |
| 63 kg  | Hakan Reçber · Turkiet                | Banlung Tubtimdang · Thailand                     | Carlos Navarro · Mexiko                          |
| 63 kg  | Hakan Reçber · Turkiet                | Banlung Tubtimdang · Thailand                     | Joan Jorquera · Spanien                          |
| 68 kg  | Bradly Sinden · Storbritannien        | Jin Ho-jun · Sydkorea                             | Matin Rezaei · Iran                              |
| 68 kg  | Bradly Sinden · Storbritannien        | Jin Ho-jun · Sydkorea                             | Ulugbek Rashitov · Uzbekistan                    |
| 74 kg  | Marko Golubić · Kroatien              | Stefan Takov · Serbien                            | Leon Sejranovic · Australien                     |
| 74 kg  | Marko Golubić · Kroatien              | Stefan Takov · Serbien                            | Kadyrbetj Daurov Individuella neutrala idrottare |
| 80 kg  | Simone Alessio · Italien              | Carl Nickolas · USA                               | Miguel Trejos · Colombia                         |
| 80 kg  | Simone Alessio · Italien              | Carl Nickolas · USA                               | Seif Eissa · Egypten                             |
| 87 kg  | Kang Sang-hyun · Sydkorea             | Ivan Šapina · Kroatien                            | Arian Salimi · Iran                              |
| 87 kg  | Kang Sang-hyun · Sydkorea             | Ivan Šapina · Kroatien                            | Artsiom Plonis Individuella neutrala idrottare   |
| +87 kg | Cheick Sallah Cissé · Elfenbenskusten | Carlos Sansores · Mexiko                          | Emre Kutalmış Ateşli · Turkiet                   |
| +87 kg | Cheick Sallah Cissé · Elfenbenskusten | Carlos Sansores · Mexiko                          | Paško Božić · Kroatien                           |

### Damer
| Gren   | Guld                                           | Silver                            | Brons                                            |
| 46 kg  | Lena Stojković · Kroatien                      | Kamonchanok Seeken · Thailand     | Ruka Okamoto · Japan                             |
| 46 kg  | Lena Stojković · Kroatien                      | Kamonchanok Seeken · Thailand     | Wang Xiaolu · Kina                               |
| 49 kg  | Merve Dinçel · Turkiet                         | Panipak Wongpattanakit · Thailand | Adriana Cerezo · Spanien                         |
| 49 kg  | Merve Dinçel · Turkiet                         | Panipak Wongpattanakit · Thailand | Bruna Duvančić · Kroatien                        |
| 53 kg  | Nahid Kiani · Iran                             | Zuo Ju · Kina                     | Shahd El-Hosseiny · Egypten                      |
| 53 kg  | Nahid Kiani · Iran                             | Zuo Ju · Kina                     | Tatjana Minina Individuella neutrala idrottare   |
| 57 kg  | Luana Márton · Ungern                          | Lo Chia-ling · Kinesiska Taipei   | Maria Clara Pacheco · Brasilien                  |
| 57 kg  | Luana Márton · Ungern                          | Lo Chia-ling · Kinesiska Taipei   | Hatice Kübra İlgün · Turkiet                     |
| 62 kg  | Lilija Chuzina Individuella neutrala idrottare | Caroline Santos · Brasilien       | Aaliyah Powell · Storbritannien                  |
| 62 kg  | Lilija Chuzina Individuella neutrala idrottare | Caroline Santos · Brasilien       | Feruza Sadikova · Uzbekistan                     |
| 67 kg  | Magda Wiet-Hénin · Frankrike                   | Julyana Al-Sadeq · Jordanien      | Mari Romundset Nilsen · Norge                    |
| 67 kg  | Magda Wiet-Hénin · Frankrike                   | Julyana Al-Sadeq · Jordanien      | Ruth Gbagbi · Elfenbenskusten                    |
| 73 kg  | Althéa Laurin · Frankrike                      | Rebecca McGowan · Storbritannien  | Matea Jelić · Kroatien                           |
| 73 kg  | Althéa Laurin · Frankrike                      | Rebecca McGowan · Storbritannien  | Polina Chan Individuella neutrala idrottare      |
| +73 kg | Nafia Kuş · Turkiet                            | Svetlana Osipova · Uzbekistan     | Bianca Cook · Storbritannien                     |
| +73 kg | Nafia Kuş · Turkiet                            | Svetlana Osipova · Uzbekistan     | Kristina Adebajo Individuella neutrala idrottare |

## Medaljtabell
*   Värdland ( Azerbajdzjan)
| Nr                   | Nation                          | Guld | Silver | Brons | Totalt |
| -------------------- | ------------------------------- | ---- | ------ | ----- | ------ |
| 1                    | Sydkorea                        | 3    | 1      | 0     | 4      |
| 2                    | Turkiet                         | 3    | 0      | 3     | 6      |
| 3                    | Kroatien                        | 2    | 1      | 3     | 6      |
| 4                    | Frankrike                       | 2    | 0      | 0     | 2      |
| –                    | Individuella neutrala idrottare | 1    | 1      | 5     | 7      |
| 5                    | Storbritannien                  | 1    | 1      | 2     | 4      |
| 6                    | Iran                            | 1    | 0      | 2     | 3      |
| 7                    | Elfenbenskusten                 | 1    | 0      | 1     | 2      |
| 8                    | Italien                         | 1    | 0      | 0     | 1      |
| 8                    | Ungern                          | 1    | 0      | 0     | 1      |
| 10                   | Thailand                        | 0    | 3      | 0     | 3      |
| 11                   | Spanien                         | 0    | 1      | 3     | 4      |
| 11                   | Uzbekistan                      | 0    | 1      | 3     | 4      |
| 13                   | Brasilien                       | 0    | 1      | 1     | 2      |
| 13                   | Jordanien                       | 0    | 1      | 1     | 2      |
| 13                   | Kina                            | 0    | 1      | 1     | 2      |
| 13                   | Mexiko                          | 0    | 1      | 1     | 2      |
| 17                   | Kinesiska Taipei                | 0    | 1      | 0     | 1      |
| 17                   | Serbien                         | 0    | 1      | 0     | 1      |
| 17                   | USA                             | 0    | 1      | 0     | 1      |
| 20                   | Egypten                         | 0    | 0      | 2     | 2      |
| 21                   | Australien                      | 0    | 0      | 1     | 1      |
| 21                   | Colombia                        | 0    | 0      | 1     | 1      |
| 21                   | Japan                           | 0    | 0      | 1     | 1      |
| 21                   | Norge                           | 0    | 0      | 1     | 1      |
| Totalt (24 nationer) | Totalt (24 nationer)            | 16   | 16     | 32    | 64     |